# Зайцево (городской округ Серпухов)
Зайцево — деревня в Серпуховском районе Московской области. Входит в состав Липицкого сельского поселения (до 29 ноября 2006 года входила в состав Липицкого сельского округа).

## Население
| 2002 | 2006 | 2010 |
| ---- | ---- | ---- |
| 12   | ↘1   | ↗15  |

## География
Зайцево расположено примерно в 21 км (по шоссе) на юго-восток от Серпухова, на безымянном левом притоке реки Коровенка(правый приток Оки), высота центра деревни над уровнем моря — 199 м. На 2016 год в деревне зарегистрировано 3 садовых товарищества.